# Glycaspis kurrajongensis
Glycaspis kurrajongensis är en insektsart som beskrevs av Moore 1961. Glycaspis kurrajongensis ingår i släktet Glycaspis och familjen rundbladloppor. Inga underarter finns listade i Catalogue of Life.